# Aleiodes rugosicostalis
Aleiodes rugosicostalis är en stekelart som beskrevs av Van Achterberg 1995. Aleiodes rugosicostalis ingår i släktet Aleiodes och familjen bracksteklar. Inga underarter finns listade i Catalogue of Life.